# Taylor County (West Virginia)
Taylor County ist ein County im Bundesstaat West Virginia der Vereinigten Staaten. Der Verwaltungssitz (County Seat) ist Grafton. Das U.S. Census Bureau hat bei der Volkszählung 2020 eine Einwohnerzahl von 16.705 ermittelt.

## Geographie
Das County liegt im mittleren Nordosten von West Virginia, ist im Norden etwa 50 km von Pennsylvania, im Osten etwa 45 km von Maryland entfernt und hat eine Fläche von 455 Quadratkilometern, wovon acht Quadratkilometer Wasserfläche sind. Es grenzt im Uhrzeigersinn an folgende Countys: Monongalia County, Preston County, Barbour County, Harrison County und Marion County.

## Geschichte
Taylor County wurde am 19. Januar 1844 aus Teilen des Barbour County, Harrison County und des Marion County gebildet. Benannt wurde es nach John Taylor, einem US-amerikanischen Schriftsteller, Politiker und US-Senator.

## Demografische Daten

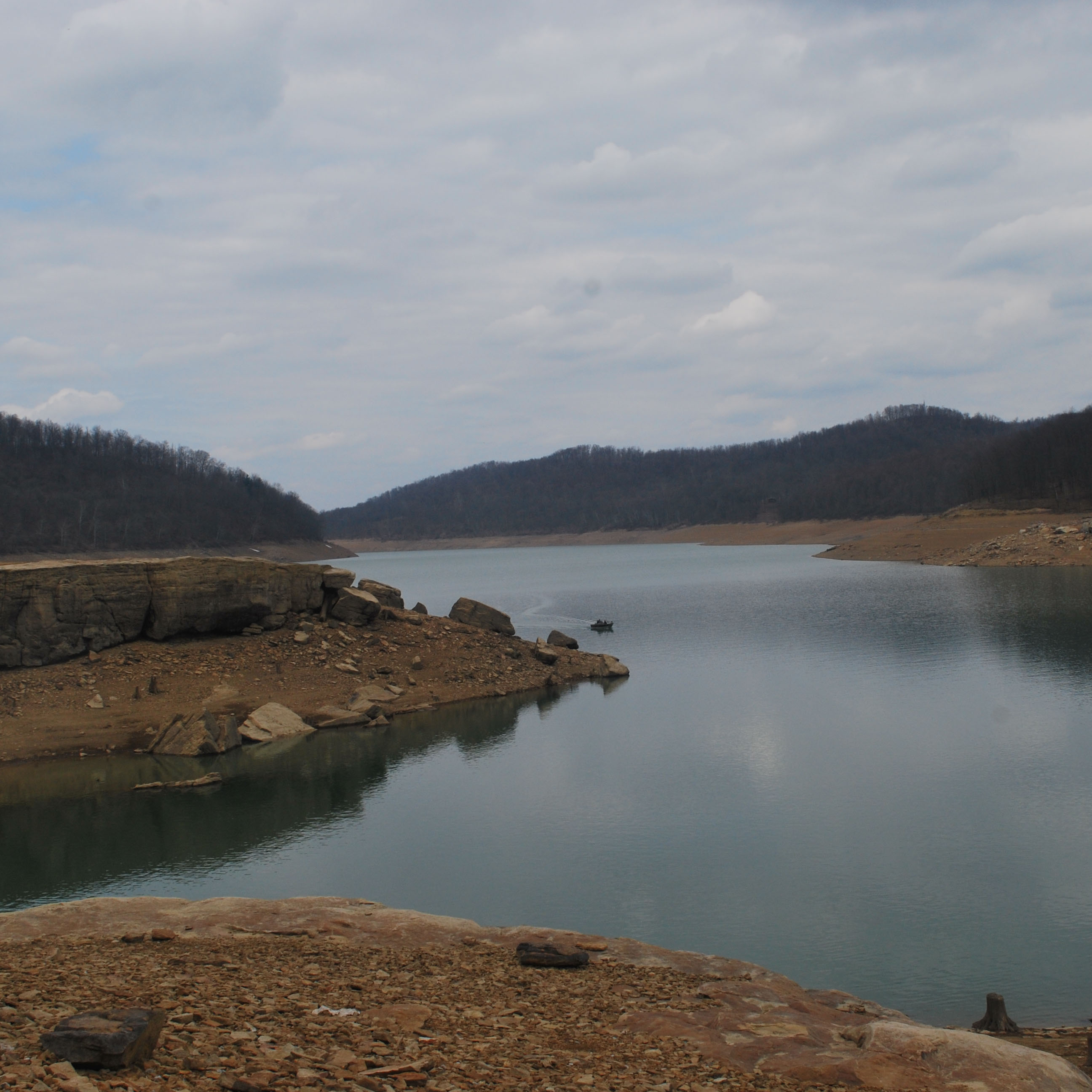
Der Tygart Lake in der Pleasant Creek Wildlife Management Area

Alterspyramide des Taylor County

Nach der Volkszählung im Jahr 2000 lebten im Taylor County 16.089 Menschen in 6.320 Haushalten und 4.487 Familien. Die Bevölkerungsdichte betrug 36 Einwohner pro Quadratkilometer. Ethnisch betrachtet setzte sich die Bevölkerung zusammen aus 98,07 Prozent Weißen, 0,83 Prozent Afroamerikanern, 0,19 Prozent amerikanischen Ureinwohnern, 0,17 Prozent Asiaten, 0,04 Prozent Bewohnern aus dem pazifischen Inselraum und 0,06 Prozent aus anderen ethnischen Gruppen; 0,63 Prozent stammten von zwei oder mehr Ethnien ab. 0,59 Prozent der Bevölkerung waren spanischer oder lateinamerikanischer Abstammung.
Von den 6.320 Haushalten hatten 30,9 Prozent Kinder und Jugendliche unter 18 Jahre, die bei ihnen lebten. 56,4 Prozent waren verheiratete, zusammenlebende Paare, 10,9 Prozent waren allein erziehende Mütter, 29,0 Prozent waren keine Familien, 25,5 Prozent waren Singlehaushalte und in 12,6 Prozent lebten Menschen im Alter von 65 Jahren oder darüber. Die Durchschnittshaushaltsgröße betrug 2,47 und die durchschnittliche Familiengröße lag bei 2,95 Personen.
Auf das gesamte County bezogen setzte sich die Bevölkerung zusammen aus 22,9 Prozent Einwohnern unter 18 Jahren, 7,9 Prozent zwischen 18 und 24 Jahren, 28,5 Prozent zwischen 25 und 44 Jahren, 24,9 Prozent zwischen 45 und 64 Jahren und 15,8 Prozent waren 65 Jahre alt oder darüber. Das Durchschnittsalter betrug 39 Jahre. Auf 100 weibliche Personen kamen 95,7 männliche Personen. Auf 100 Frauen im Alter von 18 Jahren oder darüber kamen statistisch 92,9 Männer.
Das jährliche Durchschnittseinkommen eines Haushalts betrug 27.124 USD, das Durchschnittseinkommen der Familien betrug 32.222 USD. Männer hatten ein Durchschnittseinkommen von 29.349 USD, Frauen 20.116 USD. Das Prokopfeinkommen betrug 13.681 USD. 15,3 Prozent der Familien und 20,3 Prozent der Bevölkerung lebten unterhalb der Armutsgrenze. Davon waren 27,0 Prozent Kinder oder Jugendliche unter 18 Jahre und 16,1 Prozent waren Menschen über 65 Jahre.